# Leopold Carl Müller
Leopold Carl Müller, surnommé « Müller l’Égyptien » ou « l’Oriental », (né le 9 décembre 1834 à Dresde, mort le 4 août 1892 à Weidlingau, aujourd'hui à Vienne) est un peintre et dessinateur autrichien. Il est le plus important peintre orientaliste autrichien.

## Biographie
Leopold Carl Müller, dont le père est lithographe, étudie à l’académie des beaux-arts de Vienne.
Ses sœurs, Marie Müller et Bertha Müller, deviendront également peintres. À la suite du décès de ses parents, il prend en charge ses cinq sœurs, et situation financière de la famille s'améliore vers 1870.
| Portrait de Marie Müller par son frère (1866), Musée de Vienne.             |  | Portrait de Bertha Müller par son frère (c1875), Musée de Vienne |
| Portrait des 2 sœurs peintres Marie Müller et Bertha Müller par leur frère. |  |                                                                  |

Ses professeurs sont notamment Karl von Blaas et Christian Ruben.
Ses œuvres représentent principalement des paysages de ses tournées en Hongrie (1861-1862) et en Italie (1857, Venise 1870-1872, Sicile 1872-73). Il partage un atelier à Venise avec August von Pettenkofen. Entre 1862 et 1867, il est illustrateur pour le Figaro. À Paris, il commence à s'intéresser à l'orientalisme en voyant les œuvres d'Eugène Fromentin.
Depuis 1873, Müller séjourne souvent en Égypte. En 1886, durant huit mois, il entreprend plusieurs voyages dans ce pays dont certains avec Hans Makart. Pris par les couleurs et la magie, l'altérité de l'Orient, Müller représente la vie publique, mais aussi des études de paysages et des vues de la ville remplies de lumière, où il travaille sur ses impressions.
Il passe l'hiver 1875-1876 avec Carl Rudolf Huber, Franz von Lenbach et Hans Makart au Caire, où le vice-roi leur fait louer un studio. Il y rencontre le Prince de Galles qui le fait connaître au Royaume-Uni. Il illustre les livres de Georg Moritz Ebers.
En 1878, il devient professeur à l'académie des beaux-arts de Vienne et continue les voyages en Égypte. Un de ses étudiants est Rudolf Swoboda. Pendant l'hiver 1883-1884, il voyage avec sa sœur Marie en Égypte.
En 1890-91, il est recteur. Son œuvre la plus célèbre, le Marché du Caire, est exposé au palais du Belvédère,.
Leopold Carl Müller est enterré au cimetière central de Vienne avec August von Pettenkofen. Son tombeau est l'œuvre de Viktor Tilgner.

## Œuvre
- Marché au Caire, 1878, huile sur toile, 136 × 216 cm, Galerie du Belvédère, Vienne[4].

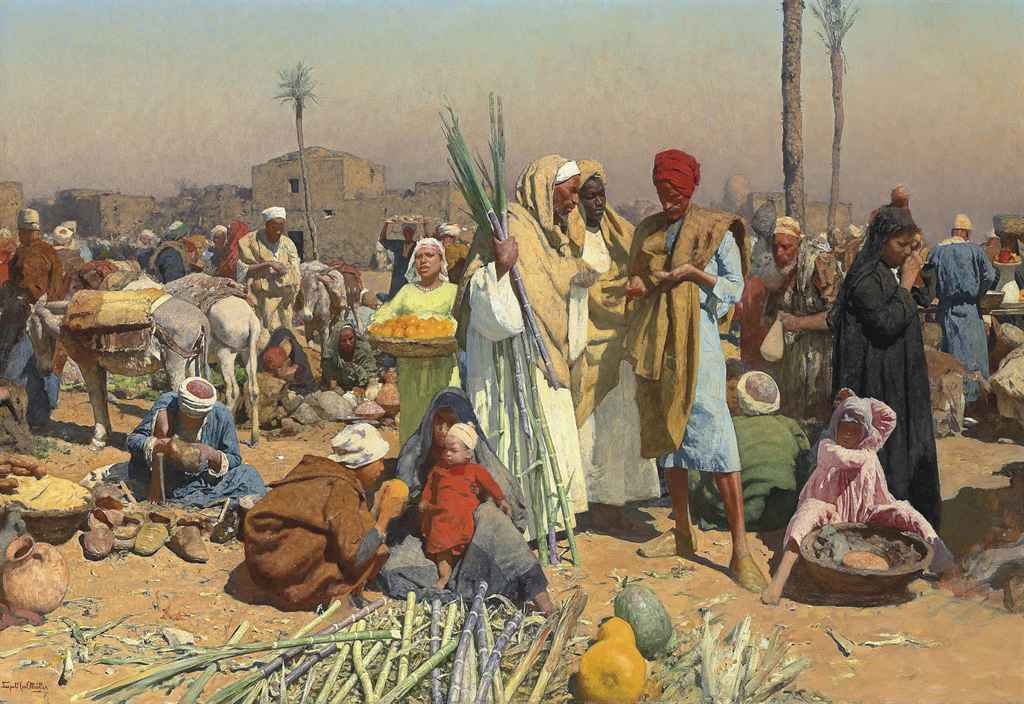
Le Marché du Caire.
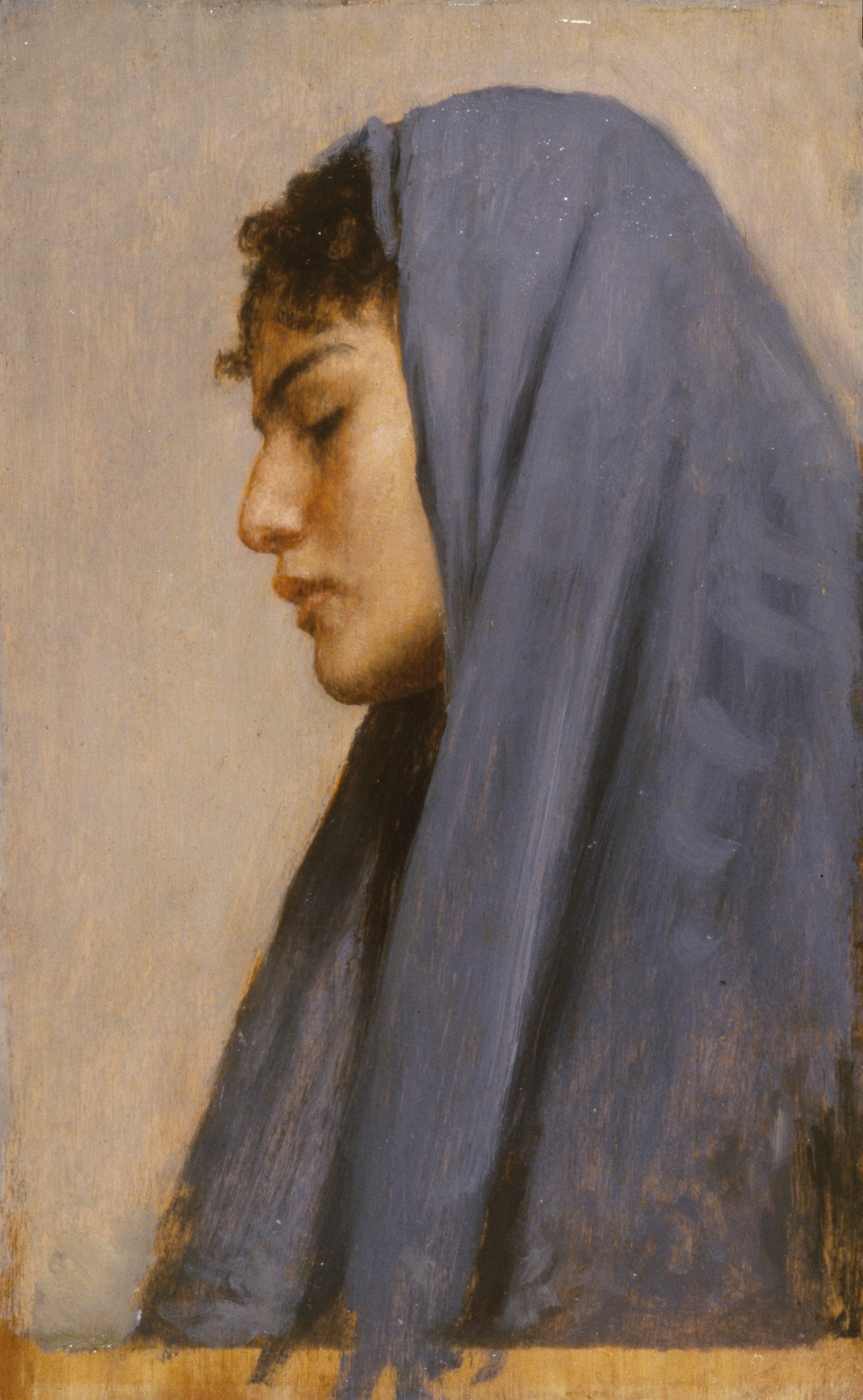
Tête de jeune fille.
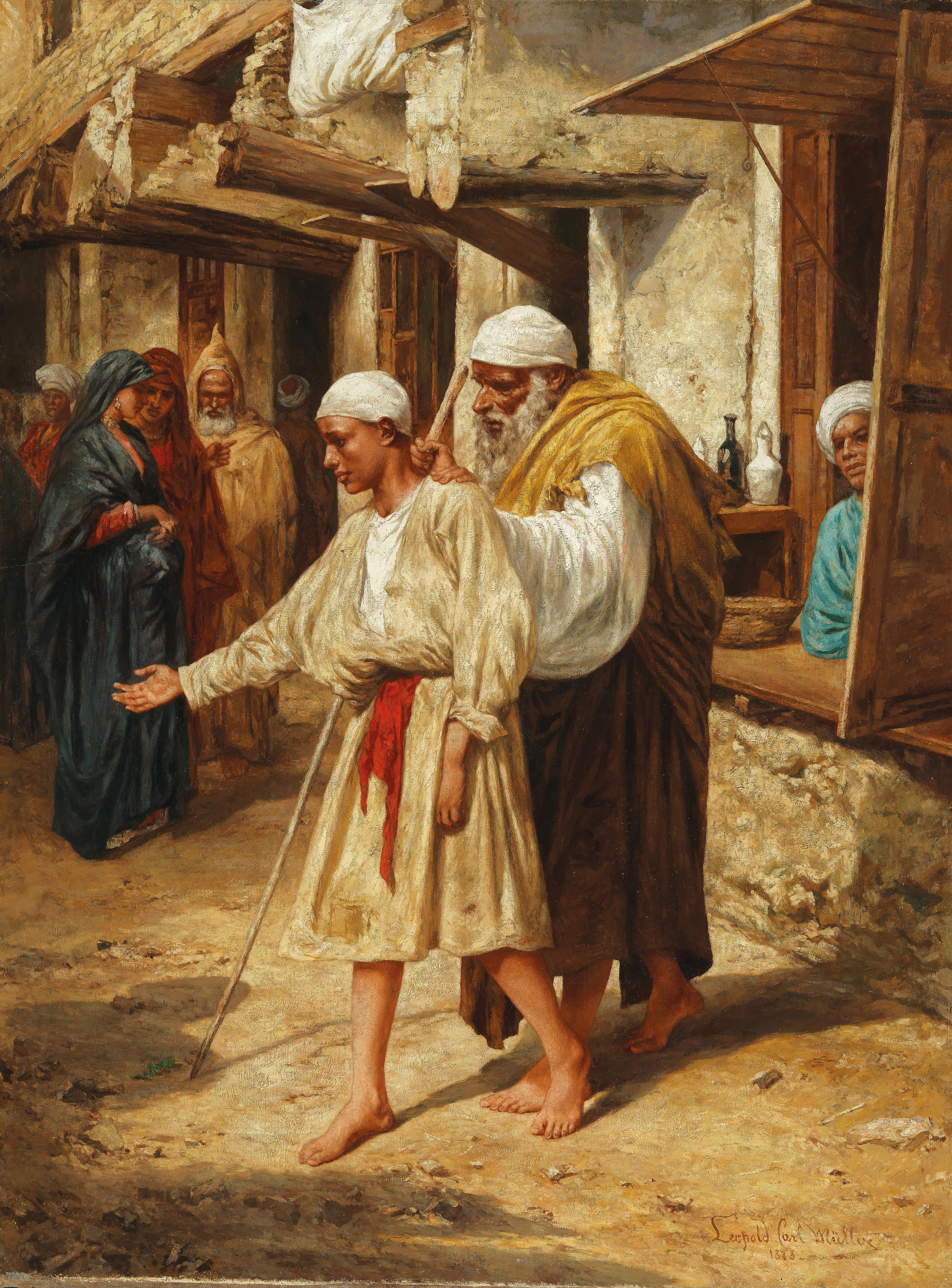
Le Mendiant aveugle.
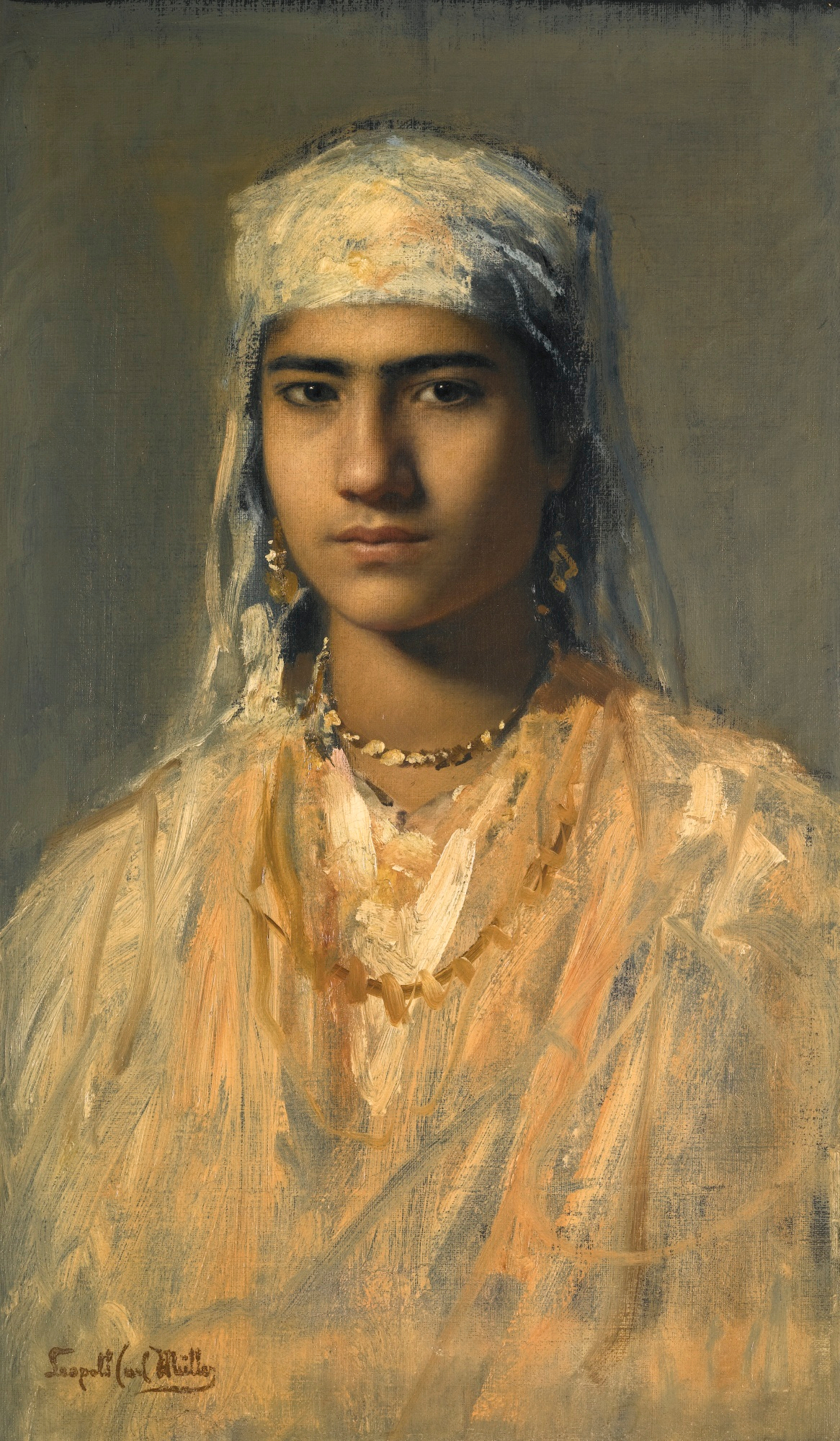
Égyptienne.